# Zenobia cassinefolia
Zenobia cassinefolia là một loài thực vật có hoa trong họ Thạch nam. Loài này được (Vent.) Pollard miêu tả khoa học đầu tiên năm 1895.